# Alphée (prénom)
Pour les articles homonymes, voir Alphée.

## Prénom
Alphée est un prénom masculin provenant du grec Ἁλφαίος « alphaios ». Sa racine proprement dite est néanmoins araméenne, en l’occurrence « alpay » se traduisant par « celui qui conduira le troupeau ». En hébreu, « alph » signifie apprendre, enseigner.
Selon l'INSEE, le prénom Alphée n'a été donné, en France, que 88 fois entre 1900 et 2010.